# La ley de La Ley
La Ley de La Ley es el primer disco recopitalorio, de lo que fueron los primeros tres álbumes de La Ley, fue lanzado tras el doloroso fallecimiento de Andrés Bobe. 
Fue de alguna forma, un recuento de la historia y de los logros de la agrupación chilena, y eso es demostrado, en la portada del acoplado, en donde se muestra un collage, con imágenes y recortes de revistas y periódicos.

## Canciones
| N.º   | Título                                                            | Escritor(es)                                                           | Duración |  |
| 1.    | «Prisioneros de la Piel» (de Doble Opuesto, 1991)                 | Andrés Bobe, Beto Cuevas                                               | 3:21     |  |
| 2.    | «Auto-Ruta (Feel the Skin)» (de La Ley, 1993)                     | Andrés Bobe, Beto Cuevas                                               | 4:31     |  |
| 3.    | «Sólo Ideales» (de Doble Opuesto, 1991)                           | Rodrigo Aboitiz, Andrés Bobe, Beto Cuevas, Luciano Rojas, Iván Delgado | 4:53     |  |
| 4.    | «Angie» (de Doble Opuesto, 1991)                                  | Mick Jagger, Keith Richards                                            | 4:32     |  |
| 5.    | «Decadencia» (de La Ley, 1993)                                    | Andrés Bobe, Beto Cuevas, Luciano Rojas                                | 4:41     |  |
| 6.    | «Qué va a Suceder» (de Desiertos, 1990; versión de Doble Opuesto) | Rodrigo Aboitiz, Andrés Bobe, Iván Delgado                             | 4:21     |  |
| 7.    | «Si Tú No Estás Aquí» (de La Ley, 1993)                           | Andrés Bobe                                                            | 3:04     |  |
| 8.    | «En Lugares» (de Doble Opuesto, 1991)                             | Andrés Bobe, Iván Delgado                                              | 4:04     |  |
| 9.    | «Tejedores de Ilusión» (de La Ley, 1993)                          | Andrés Bobe, Beto Cuevas                                               | 4:14     |  |
| 10.   | «Doble Opuesto» (de Doble Opuesto, 1991)                          | Andrés Bobe, Beto Cuevas                                               | 4:27     |  |
| 11.   | «Placer» (de Doble Opuesto, 1991)                                 | Andrés Bobe, Beto Cuevas                                               | 4:24     |  |
| 12.   | «I.L.U.» (de La Ley, 1993)                                        | Andrés Bobe                                                            | 4:30     |  |
| 13.   | «A Veces» (del EP La Ley, 1988; versión de Cara de Dios)          | Andrés Bobe, Shia Arbulu, Luciano Rojas                                | 5:34     |  |
| 14.   | «En la Ciudad» (de Cara de Dios, 1994)                            | Andrés Bobe, Beto Cuevas, Luciano Rojas, Mauricio Clavería             | 4:20     |  |
| 15.   | «Bon Voyage» (de La Ley, 1993)                                    | Andrés Bobe, Beto Cuevas, Luciano Rojas                                | 4:42     |  |
| 16.   | «Desiertos» (de Desiertos, 1990; versión de Doble Opuesto)        | Andrés Bobe, Rodrigo Aboitiz, Iván Delgado                             | 5:19     |  |
| 70:57 |                                                                   |                                                                        |          |  |

- Datos: Q5964026